# Ifrita
Ifrita is een geslacht van zangvogels geplaatst in een eigen familie Ifritidae.

## Soorten
Het geslacht is monotypisch:
- Ifrita kowaldi  – Blauwkapifrita